# Limes (storia romana)
Il limes (in latino, 'limite', 'confine') era la linea artificiale che segnava il confine dell'Impero romano.
Originariamente la parola limes indicava le strade che si spingevano all'interno di territori di recente conquista (o ancora da conquistare), come nel caso del limes germanico augusteo (vedi occupazione romana della Germania sotto Augusto), che correva lungo le rive del fiume Lippe, presidiato da numerosi forti ausiliari e fortezze legionarie, nella costituenda provincia romana di Germania.
Fu alla fine del I secolo d.C. che il termine prese ad indicare la linea di confine dell'Impero (così in Frontino e in Tacito): le strade limitanee collegavano gli accampamenti fortificati, posti lungo il limes.
Il limes germanico-retico è incluso dal 1987 nella lista dei patrimoni dell'umanità dell'UNESCO. Stessa cosa per il Vallo di Adriano ed il Vallo Antonino nel Regno Unito.

## Significato dilimescome forma di barriera
Esso formava l'insieme delle frontiere dell'Impero romano, classificate in base al loro modo di essere barriera: naturale o artificiale.

### Barriere naturali
Nel primo caso le barriere, che dividevano il mondo romano dai barbari o dagli altri stati stranieri, potevano essere:
- di tipo fluviale (come Reno, Danubio ed Eufrate) e chiamato ripa (nel significato di riva di un fiume);[5]
- montuoso (come la catena dei Carpazi in Dacia o dell'Atlante in Mauretania);
- o desertico (come lungo il fronte meridionale dell'Egitto e delle province di Arabia e Siria).

### Barriere artificiali
Nel secondo caso le barriere erano costruite, in modo artificiale, dal lavoro dell'uomo, con un agger di terra, una palizzata o un muro in pietra (a partire soprattutto da Adriano), ed un fossato antistante, come nel caso del vallo di Adriano, di Antonino, del Porolissensis o del limes germanico-retico. Ogni frontiera era, inoltre, seguita parallelamente per tutta la sua estensione, da una strada presidiata ad intervalli regolari oltre che da fortezze legionarie (castra), anche da forti (castella) e fortini (burgi) ausiliari, oltre a torrette (turris) e stazioni di avvistamento (stationes).
Raffigurazioni del limes romano si possono scorgere nei fregi della Colonna Traiana e di quella di Antonina, dove le scene iniziali rappresentano la riva destra del Danubio, con tutta una serie di posti di guardia, forti, fortezze, difesi da palizzate, cataste di legna e covoni di paglia che, se incendiati, servivano come segnalazione.

### Aree interne
Il terzo caso è molto particolare. Si tratta della cosiddetta praetentura, ovvero di una zona interna all'impero stesso (come fu la praetentura Italiae et Alpium al tempo delle guerre marcomanniche) affidata ad un comando militare speciale (in questo particolare caso a Quinto Antistio Advento), che servisse a prevenire e bloccare eventuali invasioni barbariche. Alle sue dipendenze potevano esserci anche intere legioni.

## Principali settori strategico-territoriali dellimesromano
(Giuseppe Flavio, Guerra giudaica, III, 5.7.107.)
Tre furono i principali settori strategici a protezione dell'Impero romano: 
1. il primo e più importante, che decretò poi la caduta dell'Impero romano d'Occidente nel V secolo, fu il fronte settentrionale, a sua volta formato da:
  - il limes Britannicus, il più settentrionale dell'intero Impero, con i suoi valli (vallo di Adriano e vallo Antonino);
  - il limes renano lungo il fiume Reno, che per quasi un ventennio comportò la penetrazione nella Germania Magna fino al fiume Elba;
  - il limes danubiano, il più importante dell'intero sistema difensivo imperiale, a protezione di tutte le province che dalla Rezia percorrevano il grande fiume fino alla sua foce, con la Mesia inferiore.
  - il limes a nord del Danubio, comprendente le province daciche, la Sarmazia e le coste settentrionali del Ponto Eusino (delle città greche di Tyras ed Olbia, del regno del Bosforo, tutte località presidiate dai tempi di Nerone con installazioni militari romane, fino all'arrivo dei Goti della prima metà del III secolo).
2. il secondo per importanza, ovvero il limes orientale, a protezione dei confini orientali dell'Impero romano, era organizzato in quattro sub-settori:
  - il limes cappadocico e del Ponto Eusino creato dall'imperatore Tiberio a partire dal 17 con l'annessione della provincia romana di Cappadocia;
  - il limes armeno, spesso al centro di guerre tra Romani e Persiani per numerosi secoli;
  - il limes mesopotamico creato in modo discontinuo a partire dalle campagne partiche di Traiano degli anni 114-117;
  - il cosiddetto Limes arabicus che collegava l'Eufrate al Mar Rosso dopo circa 1.000 km, a sua volta diviso in due sub-limes, a difesa delle province di Siria, Arabia e Giudea/Palestina.
3. il terzo per importanza, sebbene fosse il più lungo da difendere, era il limes africano a protezione dei confini meridionali. Era a sua volta diviso in due macro-settori:
  - il fronte occidentale, comprendente le province mauretane, la Numidia e l'Africa proconsolare;
  - il fronte orientale, formato dalle province della Cirenaica ed Egitto.

### Frontiera settentrionale

#### Limes Britannicus: il più a nord

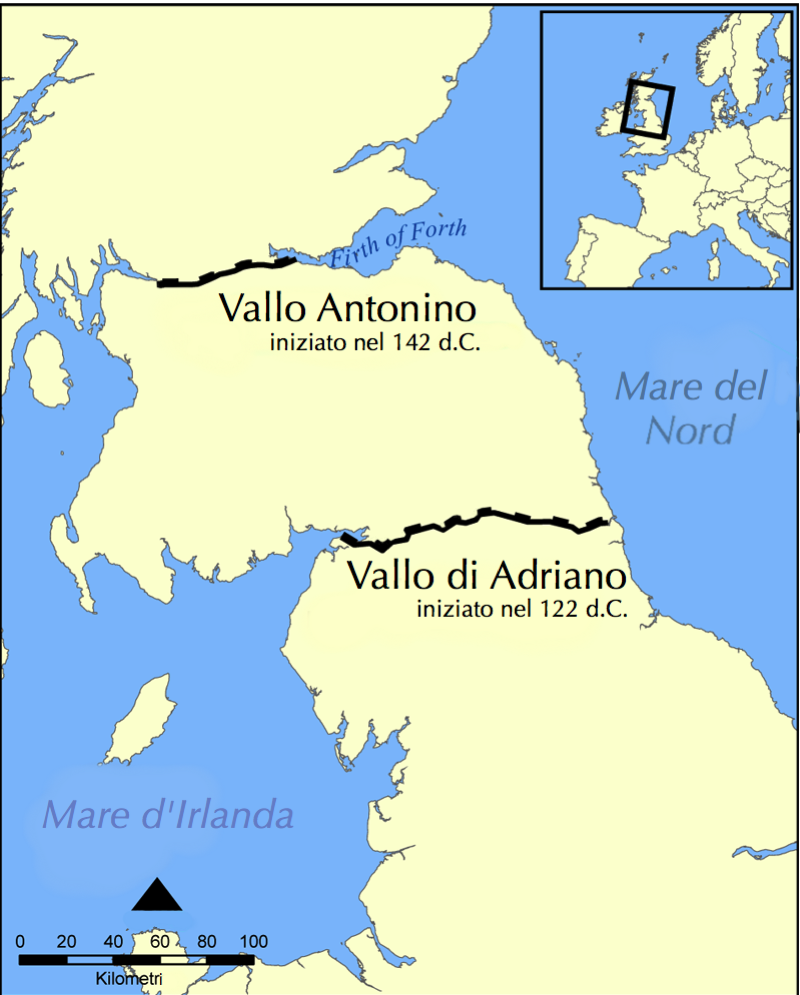
I due più importanti valli della Britannia: il Vallo di Antonino e quello di Adriano.

La conquista della Britannia cominciò sotto l'imperatore Claudio nel 43 con 4 legioni e fu graduale. Dalla zona del Tamigi gli eserciti romani avanzarono in più direzioni verso ovest e nord, occupando alla morte dell'imperatore, avvenuta nel 54, tutti i territori ad est della cosiddetta Fosse way: la prima forma di limes della Britannia, una strada militare sorvegliata da torrette, forti e fortini per il pattugliamento della nuova zona di confine.
Negli anni che seguirono ebbe nuovi impulsi sia sotto Nerone sia sotto la dinastia dei Flavi, ma l'apice si ebbe sotto Domiziano con le campagne in Caledonia da parte di Giulio Agricola negli anni dal 77 all'83 e l'inizio di un primo sistema di fortificazioni in Scozia con il sistema difensivo del Gask Ridge. Il progetto di occupare interamente l'isola britannica svanì in seguito alla richiesta di invio di contingenti legionari dalla Britannia nell'Europa continentale, in vista di nuove campagne contro i germani Catti della zona del Taunus.
Di Antonino Pio è famoso il vallo che porta il suo nome e che fu fatto da lui costruire nel 142 tra i fiumi Forth e Clyde a difesa dalle invasioni scozzesi. Ancor più noto è il Vallo di Adriano, situato sempre nell'Inghilterra settentrionale, del quale molti resti sono ancor oggi visibili. Era stato fatto erigere da Adriano intorno al 122 a difesa della Britannia romana ed era arricchito di castelli, torri e fossati.

#### Limesrenano: tra Reno ed Elba

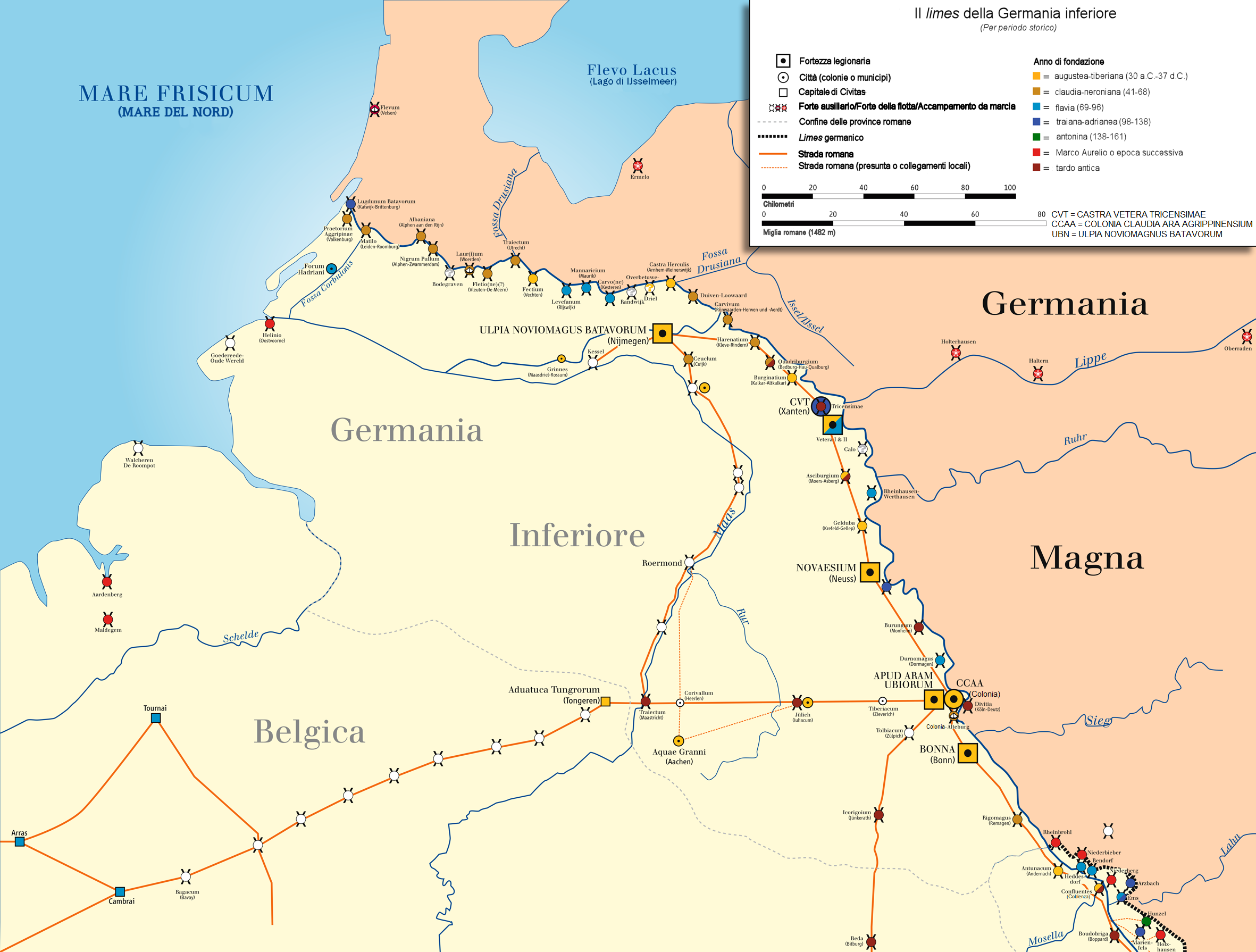
Il limes romano lungo il basso corso del Reno dal I al V secolo.

La conquista della Gallia da parte di Gaio Giulio Cesare (negli anni 58-51 a.C.), aveva decretato un nuovo confine dei territori della Repubblica romana: il fiume Reno, al di là del quale si estendevano i territori dei Germani. Con l'avvento di Augusto, i progetti del primo imperatore romano mutarono. Egli voleva portare il Limes più ad est, oltre il Reno fino al fiume Elba. A partire dal 12 a.C. furono lanciate in Germania tutta una serie di campagne, attraverso 3-4 differenti linee di penetrazione.
L'occupazione da parte delle armate romane portò sotto il dominio di Roma, prima i territori germani tra Reno e Weser (anche con la costruzione di strade e di ponti, i cosiddetti pontes longi), dal 5 in poi anche quelli più ad est, tra Weser ed Elba. È solo in seguito alla disfatta di Teutoburgo del 9 che i piani del Princeps, Augusto, mutarono e le armate romane furono ritirate definitivamente, riportando il Limes, ancora una volta, al fiume Reno. La Germania era definitivamente perduta. Nessun altro imperatore successivo avrebbe avuto in futuro piani di conquista. Ancora oggi il fiume Reno sancisce la linea di demarcazione tra due differenti lingue europee: quella neo-latina e quella germanica.
Sotto Domiziano, a causa delle continue guerre contro i Daci di Decebalo, il Reno perdeva il primato di settore strategico più importante, a vantaggio del settore danubiano, a cui seguì la conquista della Dacia da parte di Traiano (101-106). Il secolo successivo vide una continua manutenzione di questo tratto di frontiera fluviale di Reno. Sappiamo che attorno al 170-172 vi furono degli attacchi da parte della tribù germanica dei Cauci, lungo le rive della Gallia Belgica nel periodo delle guerre marcomanniche. Le prime vere incursioni di massa cominciarono nel III secolo, tanto che Gallieno fu costretto ad abbandonare attorno al 260 i cosiddetti Agri Decumates, ovvero il settore più settentrionale del limes della Germania inferiore. Ogni forte compreso tra la foce del Reno e l'affluente Waal fu abbandonato. L'errore strategico fu grande, poiché una volta che ai Germani si permise di penetrare al di qua del Reno, si dimostrò quanto la frontiera della Gallia fosse troppo vulnerabile per essere difesa dai ripetuti attacchi dei barbari.
In seguito alle devastanti invasioni dei Franchi del 275 e 276, si provvide alla costruzione di un nuovo limes fortificato, che congiungeva la costa gallica, via Bavai e Tongres, a Nimega sul Reno. La Gallia in seguito a questi ultimi eventi godette di un relativo periodo di pace, almeno fino all'usurpazione di Magnenzio del 350. Il ritiro di buona parte delle truppe romane lungo il Reno da parte di Stilicone nel 401, al fine di respingere le orde dei Visigoti di Alarico dall'Italia, permisero nuove e devastanti invasioni barbariche da parte di Suebi, Vandali, Burgundi ed Alani, con la conseguente perdita di gran parte dei territori gallici (406). Ad alcuni invasori, infatti, fu permesso di rimanere all'interno dei confini imperiali con lo status di Foederati, come i Visigoti in Aquitania o i Burgundi in Borgogna, ecc. L'integrità delle frontiere si era definitivamente spezzata ed il settore renano era ormai al collasso.

#### Limes Germanicus-Raeticus: tra alto-Reno ed alto-Danubio

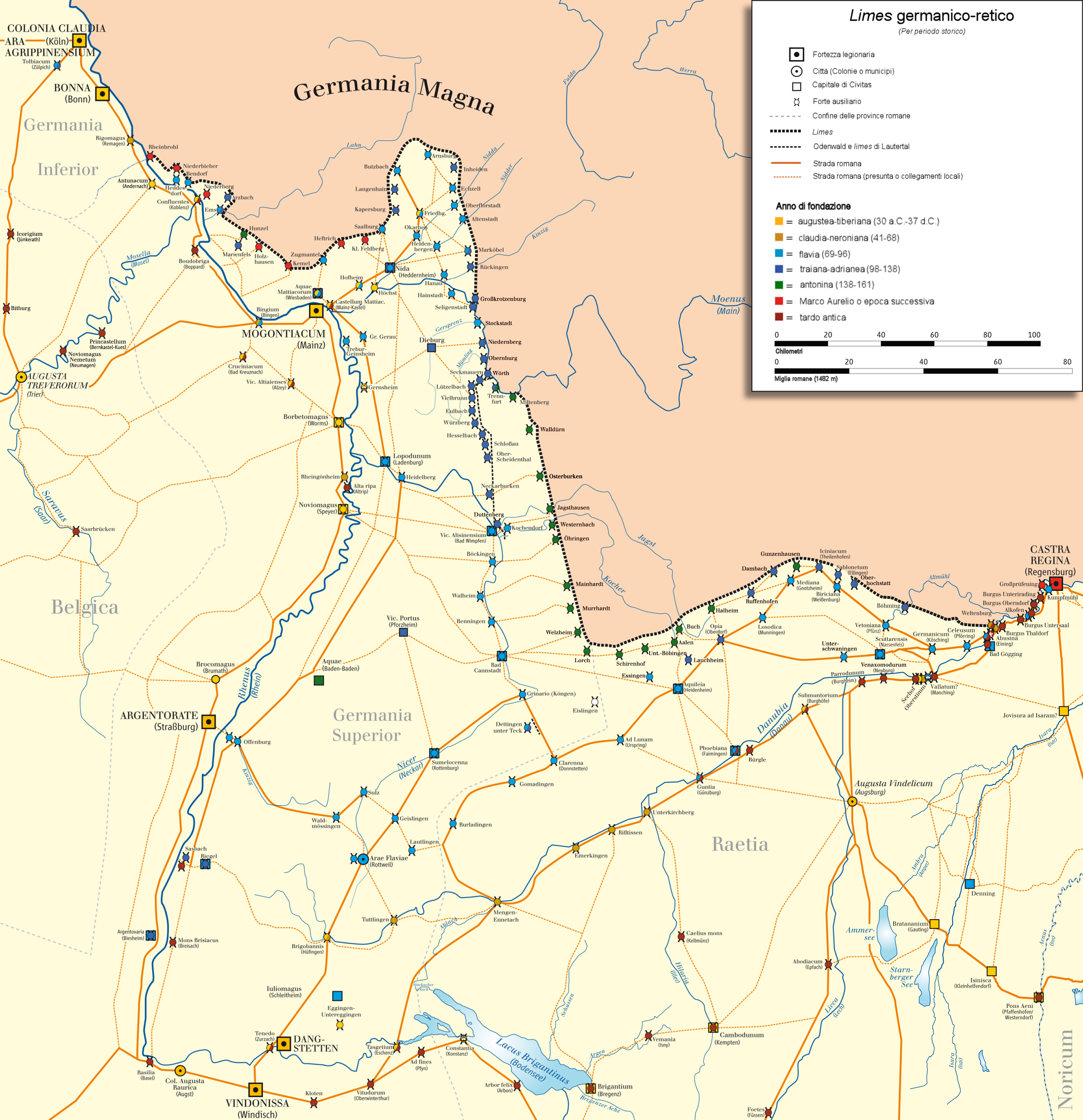
Il limes germanico-retico dai Flavi agli Antonini.

Prima di cominciare le conquiste a nord dei fiumi Danubio e ad est del Reno, Augusto diede incarico ai suoi due figliastri di conquistare l'intero arco alpino, occupando inizialmente Rezia e Vindelicia, e negli anni successivi anche il regno del Norico. È proprio attorno al 15 a.C., al termine della prima serie di campagne militari, che furono fondati i castra legionari di Dangstetten e Augusta Vindelicorum oltre a tutta una serie di forti ausiliari e torri di avvistamento/segnalazione lungo il limes. Il successivo ritiro delle armate dalla Germania, portò le armate romane ad attestarsi lungo il Reno almeno fino ai Flavi. Grazie a Vespasiano e poi al figlio Domiziano, cominciò l'occupazione dell'area del Taunus (83-85) collegando Mogontiacum ad Augusta Vindelicorum, riducendo drasticamente i confini tra Reno e Danubio. Così facendo si andavano ad includere all'Impero aree che, pur fittamente boscose e scarsamente popolate, miglioravano le comunicazioni tra Germania superiore e Rezia e la difendibilità dei confini imperiali.
La frontiera continuò a svilupparsi anche negli anni successivi fino ad Antonino Pio, sotto il quale molte delle torri e dei forti costruiti in precedenza in legno, furono ricostruiti interamente in pietra (a volte in siti differenti) e soprattutto si ebbe la definitiva espansione ed evoluzione di questo tratto di limes tra Germania superiore e Rezia. Egli, infatti, già a partire dal 145-146 promosse l'abbandono della precedente linea di difesa dell'Odenwald-Neckar a favore di una posizione più avanzata di 30 km, ma non sappiamo se ciò comportò notevoli operazioni di guerra nell'area.
Sotto Caracalla si ebbero le prime invasioni degli Alemanni (dal 213), i quali continuarono a guerreggiare con i successori, da Alessandro Severo a Massimino il Trace, fino a Gallieno, tanto che quest'ultimo decise il definitivo abbandono ed evacuazione di tutti i territori ad est del Reno ed a nord del Danubio, a causa delle continue invasioni delle tribù germaniche limitrofe degli Alemanni. Era il 260 circa.
Dopo il 275 ci fu un timido tentativo di recupero della zona del Taunus da parte dell'imperatore Probo, ma nulla di più. Le terre al di là di Reno e Danubio erano andate ormai perdute per sempre.

#### Limesdanubiano

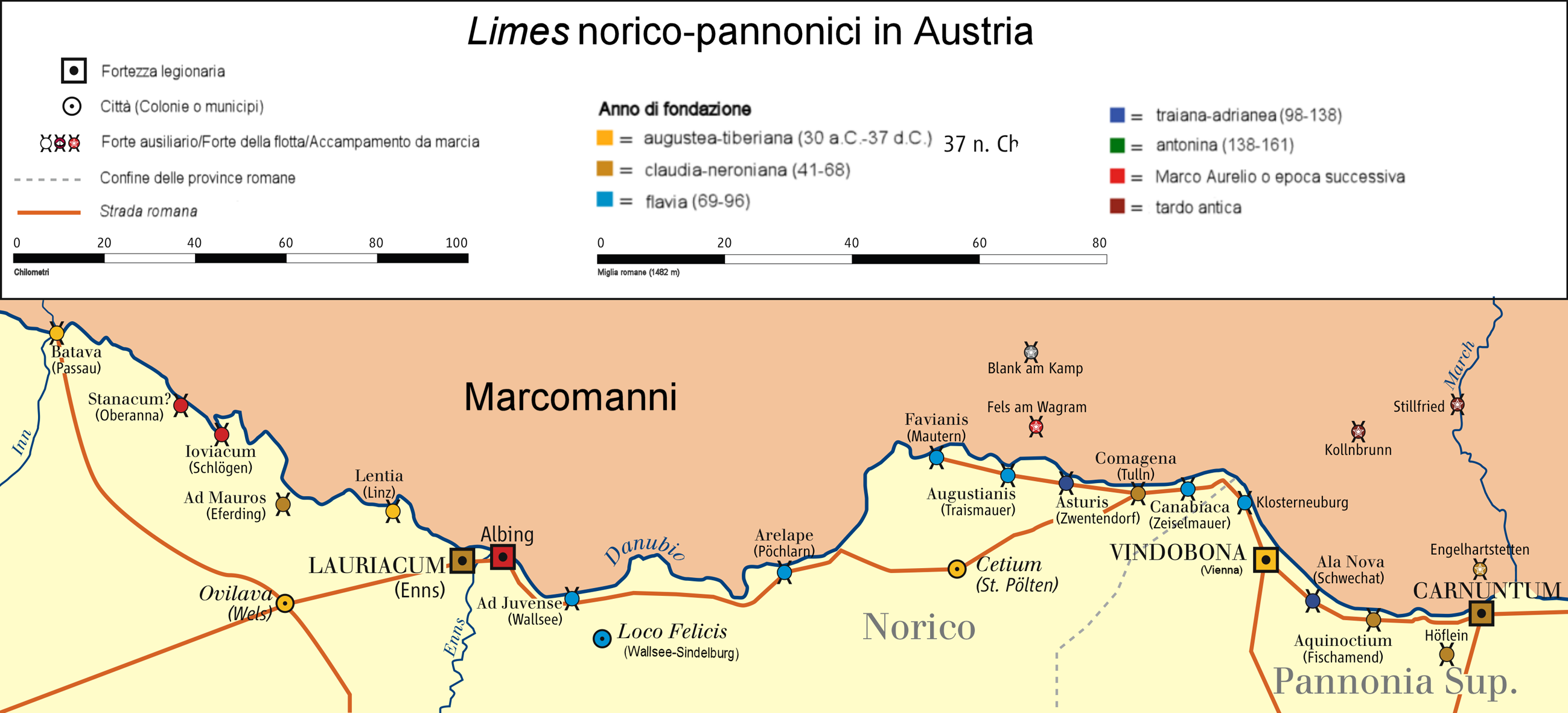
Il limes romano lungo il fronte del Norico e parte della Pannonia superiore.

Il settore danubiano risulta essere più complesso da difendere, rispetto a quello renano, considerata anche la lunghezza dei due fiumi: il primo di 2.888 km, il secondo di 1.326 km, pari a poco meno della metà. Non a caso da Domiziano-Traiano in poi, il settore renano fu ridotto da 8 a 4 legioni, mentre quello danubiano fu aumentato da 6 a 12 (compresa la provincia della Dacia).
Se la repubblica romana ai tempi di Cesare si era fermata alle Alpi, alla costa illirica ed alla Macedonia, a partire dal secondo decennio del principato di Augusto, i Romani raggiunsero ed occuparono stabilmente molte regioni a sud del Danubio. L'occupazione dell'intera area a sud del grande fiume, dalla Rezia alla Pannonia, avveniva, però, gradualmente durante i regni di Tiberio e Claudio.

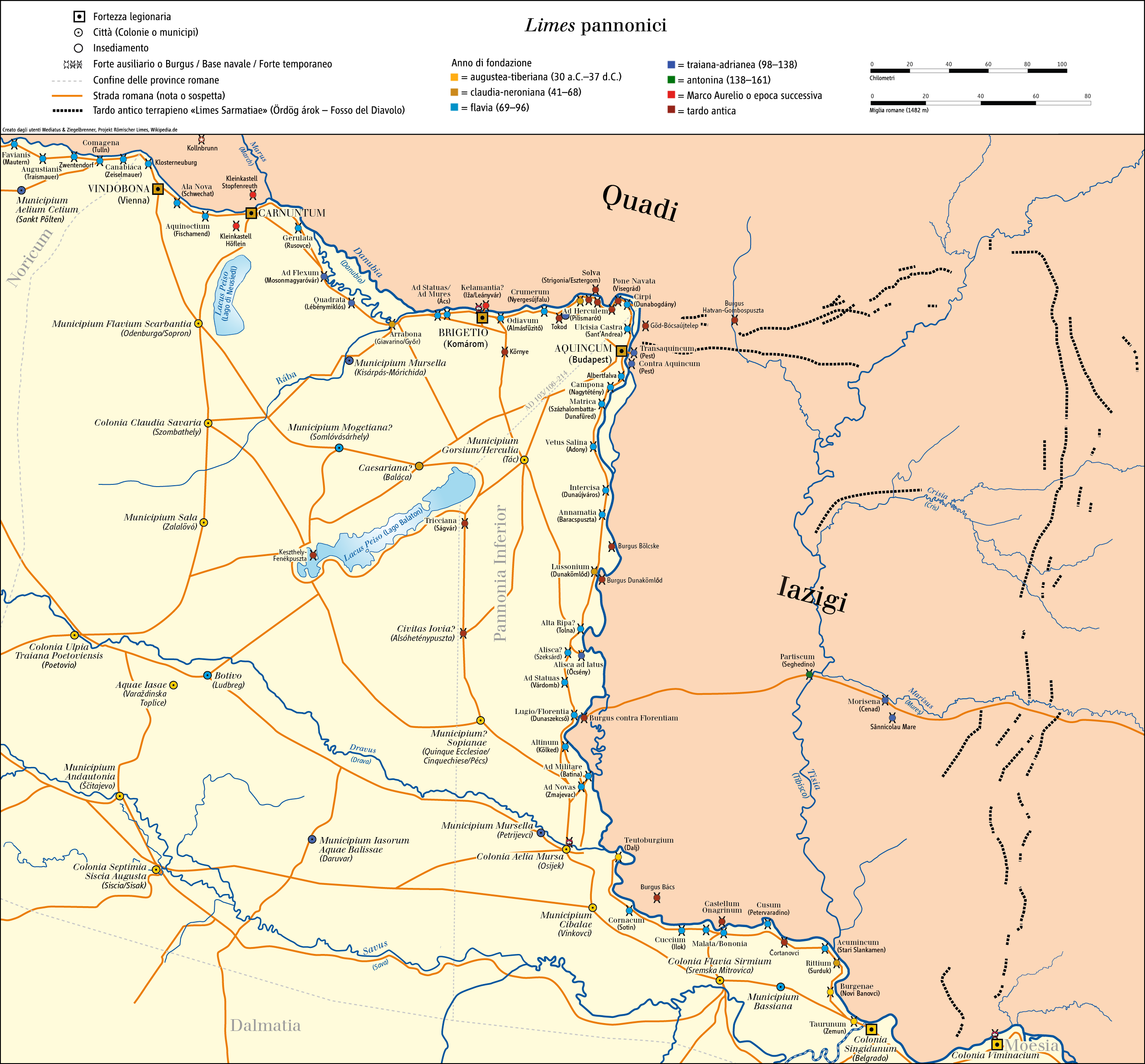
Il limes lungo i confini della Pannonia superiore e inferiore, con il tracciato in Sarmazia della cosiddetta diga del Diavolo.

Dai Flavi in poi, il settore strategico dell'alto-medio corso del Danubio fu costantemente rafforzato e diventò il settore più importante dell'intero sistema strategico imperiale. Al termine delle guerre contro i Daci del 101-106 ed a seguito dell'annessione della nuova provincia di Dacia, l'intero assetto danubiano mutò ed una provincia così importante come quella pannonica fu divisa in due nuove: quelle di Pannonia superior e di inferior. Con lo scoppio delle guerre marcomanniche nel 166-167, i progetti mutarono per un quindicennio, poiché Marco Aurelio era intenzionato ad annettere i territori a nord della Pannonia, inglobandone i relativi popoli: dai Marcomanni, a Quadi e Naristi, e formando la nuova provincia di Marcomannia. Il figlio Commodo, alla morte del padre nel 180, ritirava, però, tutte le truppe dai nuovi territori appena occupati, e riportava definitivamente il Limes all'alto-medio corso del Danubio, rafforzandone e moltiplicando i presidi lungo il grande fiume.
In seguito alle prime grandi invasioni barbariche del III secolo fu istituito a Sirmio, un comando militare generale dell'intera area danubiana, mentre si provvedette a sbarrare la strada a possibili e future invasioni barbariche, fortificando il corridoio che dalla Pannonia e dalla Dalmazia immette in Italia attraverso le Alpi Giulie. Si trattava del cosiddetto Claustra Alpium Iuliarum.
Sembra che sotto Costantino I, o forse anche un secolo e mezzo prima, si provvide alla costruzione di tutta una serie di terrapieni al di là del Danubio, nella pianura ungherese, per allentare la pressione di Goti e Gepidi lungo i territori degli alleati Iazigi, "appoggiati" alla vicina frontiera pannonica. Questo sistema di fortificazioni viene oggi comunemente chiamato: "Diga del Diavolo" e partiva di fronte ad Aquincum per poi seguire parallelamente il fiume Tisza, alla sua sinistra, e raggiungere la fortezza legionaria di Viminacium. Fu un'illusione durata pochi anni, poiché i Goti, sconfitto Valente ad Adrianopoli nel 378, si stanziarono definitivamente in Pannonia come foederati dell'impero romano, decretando la definitiva "rottura" ed abbandono del Limes danubiano. Nel 395 la Pannonia era nuovamente invasa da orde di Goti ed Alani, mentre nel 433 l'invasione degli Unni sanciva la fine della Pannonia romana.

Il limes mesico ed il Brazda lui Novac du Nord (in verde), la cui iniziale costruzione sarebbe dovuta a Costantino I, a protezione delle vicine province mesiche, sessant'anni dopo l'abbandono dei territori della provincia delle tre Dacie.

Sotto Augusto, iniziò l'occupazione graduale dell'area basso danubiana. Tra il 6 ed il 9, in seguito alle operazioni di Tiberio nell'area illirica e dei suoi successori, veniva costituito il distretto militare di Mesia e Macedonia, presidiato da un paio di legioni, mentre la Tracia continuava a costituire un regno indipendente, cliente e quindi alleato del popolo romano. Quarant'anni più tardi, sotto Claudio la Tracia era annessa (nel 46), mentre nuove basi legionarie erano dislocate sul Danubio in Mesia. La grande crisi del fronte del basso Danubio scoppiò nell'85, quando i Daci, tornati uniti sotto il nuovo re, Decebalo, passarono il grande fiume distruggendo un esercito romano accorrente ed uccidendo lo stesso governatore di Mesia. La controffensiva romana non si fece attendere, tanto che lo stesso imperatore Domiziano fu costretto ad intervenire (tra l'86 e l'88). A questa crisi succedette una nuova serie di campagne contro le popolazioni suebo-sarmatiche degli anni 89-97, che portarono ad un nuovo trattato di pace che durò per oltre sessant'anni.
L'ascesa al trono di Traiano portò alla revoca del vecchio trattato siglato da Domiziano e Decebalo ed all'assorbimento del regno dacico. La provincia dacica comprendeva i territori compresi all'interno della catena di monti dei Carpazi. Una volta conclusa la pace con le genti sarmatiche degli Iazigi ad ovest, e dei Roxolani ad est, Adriano divise la nuova provincia dacica in Superior ed Inferior.
Fu sotto Antonino Pio che nel 158 circa, fu operata l'ultima divisione della provincia dacica, prima del definitivo abbandono dei suoi territori da parte di Aureliano attorno agli anni 271-273. Il saliente dacico fu definitivamente abbandonato in seguito ai continui e martellanti attacchi da parte dei Goti, fissando nuovamente la frontiera dell'impero sul Danubio. La nuova riorganizzazione della Dacia comportò, oltre all'abbandono dei territori della riva destra del Danubio lungo la pianura moldava e valacca, con l'arretramento del Limes al fiume Olt (al cosiddetto Limes Alutanus), anche la trasformazione di parte della Mesia superiore ed inferiore, da frontiera esterna in interna. Le conseguenze furono: il potenziamento delle difese lungo il basso corso del Danubio, con la costruzione di nuovi forti ausiliari negli anni che seguirono.

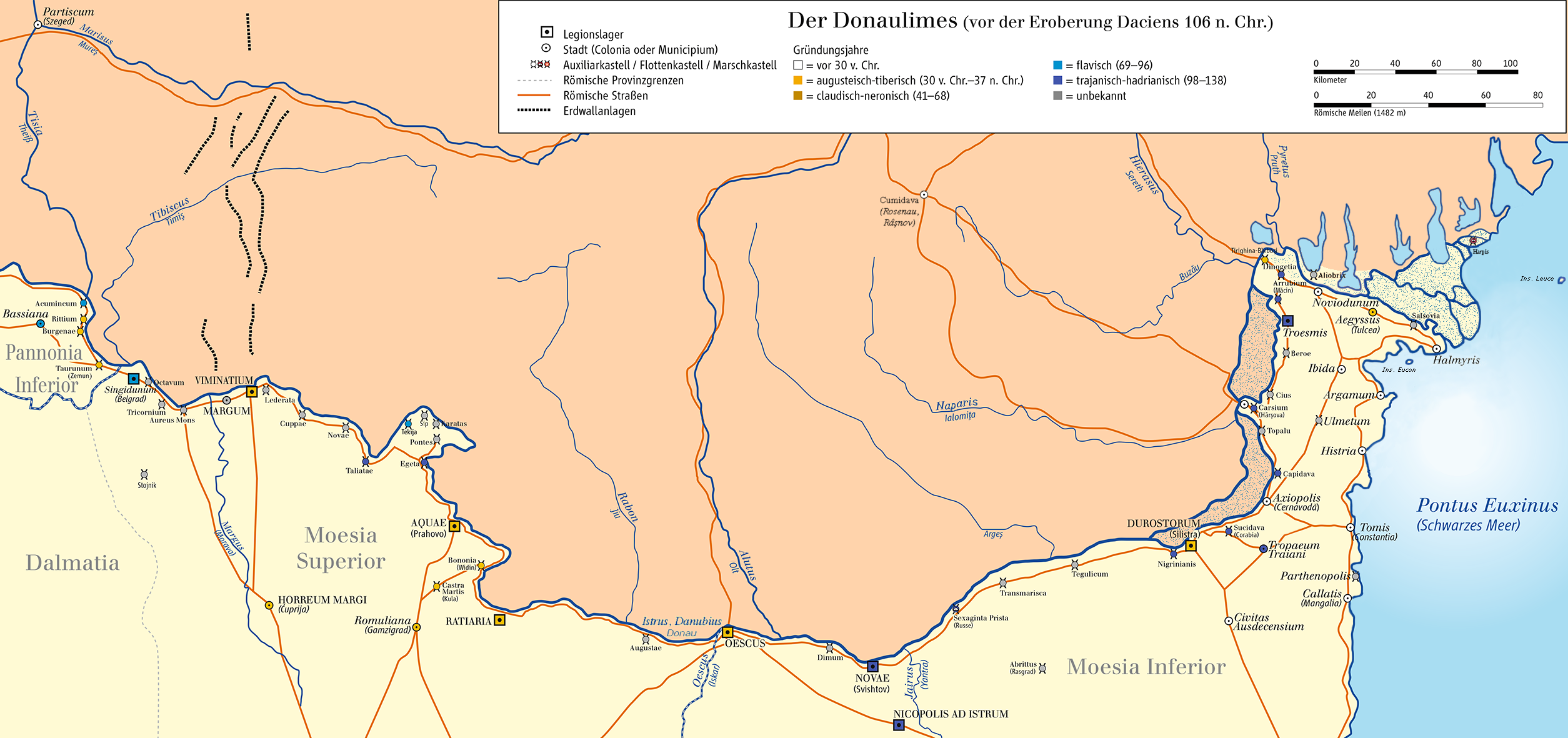
Il limes romano lungo il fronte delle due Mesie.

Con la salita al trono di Diocleziano nel 284 l'esercito e le frontiere subirono un forte e rinnovato programma di riforma strategico-militare, per interrompere un processo, ormai avviato da almeno un cinquantennio, di disgregazione degli equilibri interni ed esterni all'impero romano. I forti esistenti furono rimodellati con torri aggettanti, porte strette, mentre se ne costruivano di nuovi infittendo le linee difensive. Teste di ponte erano, infine, costruite o ricostruite lungo la riva sinistra del Danubio. Il successore, Costantino I, provvide anche alla costruzione di tutta una serie di terrapieni al di là del Danubio, in Oltenia e nella pianura valacca, per allentare la pressione sulla frontiera stessa. Questo sistema di fortificazioni, lungo 300 km e costruito tra il 330 ed il 340, viene oggi comunemente chiamato: "Brazda lui Novac du Nord". La Mesia inferiore subì nuovi e ripetuti attacchi ad opera degli Unni di Attila nel 447, e poi nel VI secolo ad opera di Slavi, Bulgari ed Avari, ma la sua vicinanza alla capitale dell'impero romano d'Oriente, Costantinopoli, ne preservò ancora per qualche secolo le sue frontiere.

### Frontiera orientale

#### Limesdell'alto Eufrate

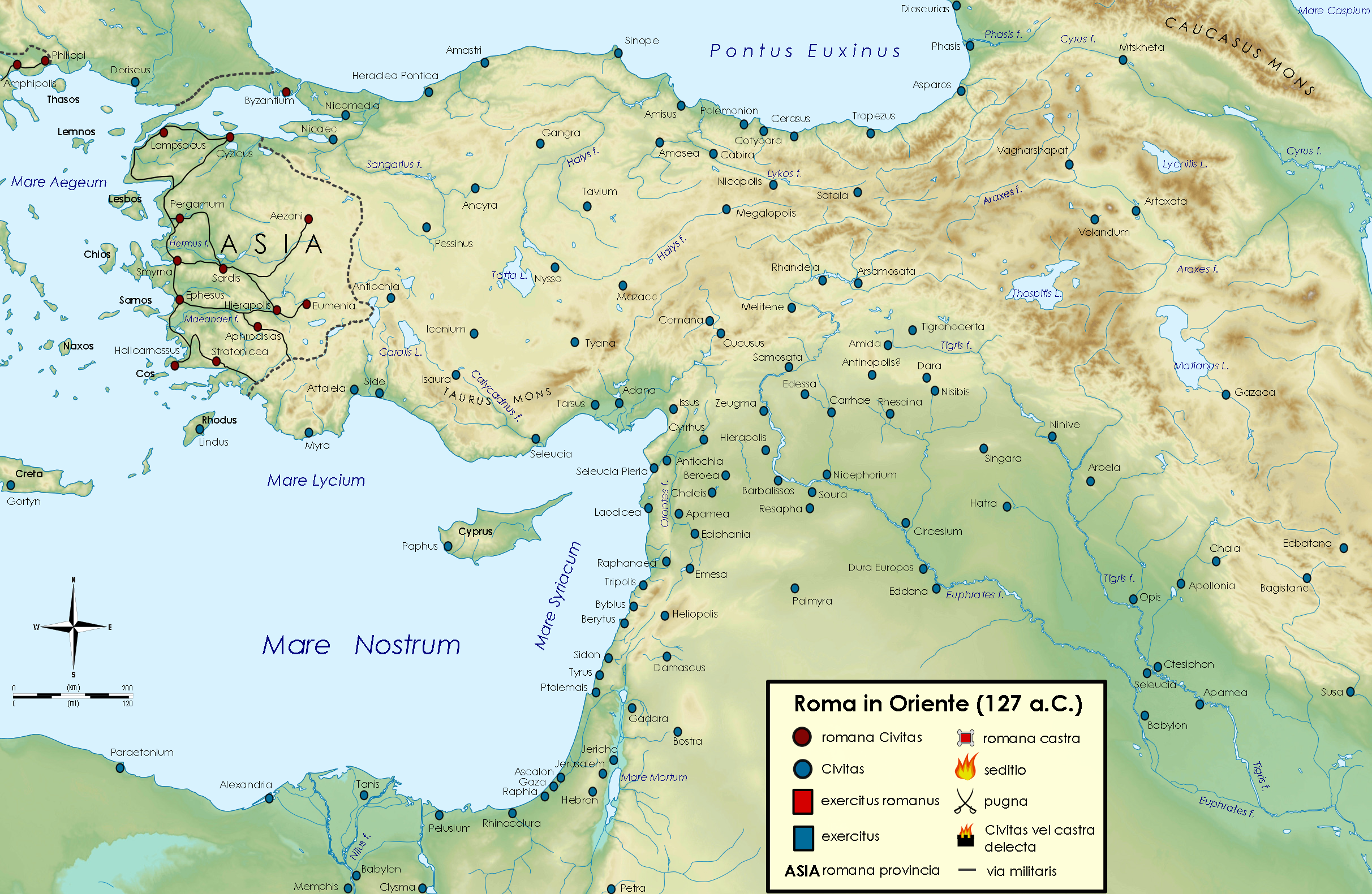
La provincia romana d'Asia nel 127 a.C., al termine del proconsolato di Manio Aquilio, che ne ridusse i territori ad Oriente, iniziando la costruzione di una rete stradale che si irraggiava da Efeso.

Il primo intervento in Asia Minore da parte dei Romani era avvenuto nel corso della guerra contro Antioco III degli anni 192-188 a.C. Oltre cinquant'anni più tardi veniva creata la prima provincia asiatica (Asia, tra il 132 ed il 129 a.C.), in seguito alla morte di Attalo III di Pergamo (avvenuta nel 133 a.C.), il quale aveva lasciato in eredità allo stato romano il suo regno, ampliato con i territori ceduti dai Seleucidi dopo la pace di Apamea (188 a.C.).
Pochi anni più tardi (nel 111 a.C.), salì al trono del regno del Ponto, Mitridate VI, figlio dello scomparso omonimo V. Il nuovo sovrano mise subito in atto (fin dal 110 a.C.) una politica espansionistica nell'area del Mar Nero, conquistando tutte le regioni da Sinope alle foci del Danubio. Il giovane re volse, quindi, il suo interesse verso la penisola anatolica, dove la potenza romana era, però, in costante crescita. Sapeva che uno scontro con quest'ultima sarebbe risultato mortale per una delle due parti. Al termine di tre durissime guerre (dall'89 al 63 a.C.), Roma ebbe la meglio ed ottenne di annettere buona parte dei territori della penisola anatolica, fino alla Siria ed alla Giudea.
Un decennio più tardi, però, il console romano, Marco Licinio Crasso, fu sconfitto pesantemente a Carre nel 53 a.C., mentre il regno d'Armenia divenne teatro della contesa tra Roma e l'Impero dei Parti. Questi ultimi, infatti, costrinsero il regno d'Armenia alla sottomissione dal 47 a.C. al 37 a.C. E seppure le successive campagne in Partia si rivelarono fallimentari (con 30.000 armati lasciati sul campo), il regno d'Armenia tornò ad essere regno cliente di Roma a partire dal 34/33 a.C.
Ad occidente dell'Eufrate, Augusto provò a riorganizzare l'Oriente romano, sia stringendo un patto di non belligeranza con il vicino regno dei Parti ed ottenendo la restituzione delle insegne di Crasso a Carre, sia inglobando alcuni stati vassalli e trasformandoli in province romane, come la Galazia di Aminta nel 25 a.C., sia rafforzando vecchie alleanze con re locali, divenuti "re clienti di Roma", come accadde ad Archelao, re di Cappadocia, ad Asandro re del Bosforo Cimmerio e a Polemone I re del Ponto, oltre ai sovrani di Iberia, Colchide e Albania.
A turbare la situazione orientale intervennero le morti del re della Cappadocia Archelao, che era venuto a Roma a rendere omaggio al nuovo princeps, Tiberio, di Antioco III, re di Commagene, e di Filopatore, re di Cilicia. La difficile situazione orientale rese così necessario un nuovo intervento romano, e Tiberio nel 18 inviò il figlio adottivo, Germanico, il quale, con il consenso dei Parti, incoronò ad Artaxata come nuovo sovrano d'Armenia il giovane Zenone, figlio del sovrano del Ponto Polemone I e soprattutto filoromano. Stabilì, inoltre, che la Cappadocia fosse istituita come provincia a sé stante, e che la Cilicia entrasse invece a far parte della provincia di Siria. In seguito all'annessione della provincia di Cappadocia sotto Tiberio (nel 17/18), furono posti lungo il fiume Eufrate alcuni forti militari a presidio del settore settentrionale del limes settentrionale orientale.

Impero romano, Armenia, Osroene e impero dei Parti attorno al 50.

Morto Tiberio nel 37, i Parti costrinsero l'Armenia a sottomettersi, anche se sembra che i Romani nel 47 abbiano ottenuto nuovamente il controllo del regno, a cui offrirono lo status di cliente. La situazione era in continuo divenire. Nerone, preoccupato dal fatto che il re della Partia, Vologese I, avesse posto sul trono del regno d'Armenia il proprio fratello Tiridate, decise di inviare un suo valente generale, Gneo Domizio Corbulone, a capo delle operazioni orientali. Quest'ultimo raggiunse un accordo definitivo con il "re dei re" nel 63, restaurando il prestigio di Roma, e concludendo con Tiridate I di Armenia (sostituitosi a Tigrane V) un accordo che riconosceva nell'Armenia un protettorato romano, che rimase pressoché invariato fino al principato di Traiano.
L'area fu poco dopo sconvolta dallo scoppio della prima guerra giudaica e dalla quasi contemporanea guerra civile romana che vide una nuova riorganizzazione di tutto il limes orientale, tanto che due legioni, la legio XII Fulminata e la XVI Flavia Firma, furono destinate alla provincia di Cappadocia dal 72/73.
Nel 113, Traiano decise di procedere all'invasione del regno dei Parti. Il motivo era la necessità di ripristinare sul trono d'Armenia un re che non fosse un fantoccio nelle mani del re parto. E così l'Armenia fu invasa dall'esercito comandato dallo stesso imperatore Traiano nel 114, il quale ne conquistò la sua capitale Artaxata. Deposto il suo re, un certo Partamasiri, annesse i suoi territori all'Impero romano, facendone per la prima volta, una nuova provincia. Il suo successore, Adriano, adottò una politica di rafforzamento dei vecchi confini ad occidente dell'Eufrate, mentre le conquiste ad oriente del grande fiume furono abbandonate. Negli anni che seguirono, attorno al 141-143, l'imperatore Antonino Pio, padre adottivo dei futuri imperatori Marco Aurelio e Lucio Vero, pose sul trono d'Armenia un nuovo re filo-romano, Soemo.
Il nuovo sovrano partico Vologase IV, poiché nel 161 il trono del Regno di Armenia era divenuto vacante ed era stato reclamato da un certo Soemo, un principe di Emesa (che era pure senatore romano), reagì inviando in Armenia la propria cavalleria al comando del generale Osroe (Osrow), il quale inflisse una dura sconfitta ai Romani. Soemo fu deposto e dovette fuggire, mentre l'Armenia, in mano partica, ebbe un nuovo sovrano, di nome Pacoro. Il governatore della Cappadocia, Severiano, si mosse allora con l'esercito in Armenia, ma fu sconfitto ad Elegeia poco ad est dell'Eufrate. Le campagne militari che seguirono, condotte dal fratello di Marco Aurelio, Lucio Vero, portarono però all'annessione del regno all'impero romano insieme alla Mesopotamia settentrionale (162-166).
Dal 230 al 260, la nuova dinastia dei Sasanidi, che si sostituì a quella dei Parti arsacidi, mise a dura prova la frontiera romana lungo l'alto Eufrate, tanto che il regno d'Armenia passò sotto l'influenza persiana. I Romani riuscirono a riconquistare il regno d'Armenia al termine di alcuni anni di guerra (296-298) ai tempi di Diocleziano (augusto) e Galerio (cesare). La Mesopotamia tornò, anch'essa, sotto il controllo romano. Ma nel 334 il re armeno fu fatto prigioniero e condotto in Persia, costringendo gli Armeni ad invocare l'aiuto di Costantino I. Quest'ultimo scrisse al grande re Sapore II, il quale al termine di una lunga trattativa, decise di annettere l'Armenia e mise sotto minaccia la vicina provincia romana di Mesopotamia. Costantino, però, poco dopo morì (nel 337) e il suo ruolo fu preso dal figlio Costanzo II che fu costretto a combattere ripetutamente e continuativamente contro i Sasanidi per circa un venticinquennio, fino alla disastrosa campagna sasanide di Giuliano del 363.

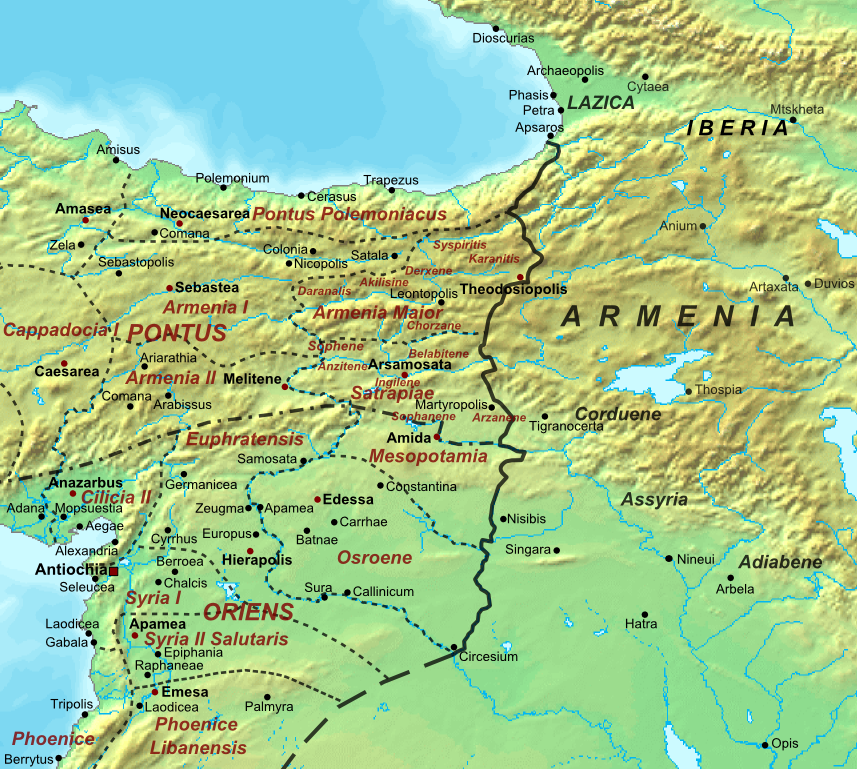
La frontiera Romano–Persiana dopo la spartizione dell'Armenia nel 384. La frontiera rimase stabile per tutto il V secolo.

Il nuovo imperatore, Gioviano, fu costretto a firmare con Sapore II (nel 364) un trattato che garantì ai Sasanidi forti guadagni territoriali, ed il ritorno alle basi orientali dell'armata romana senza ulteriori rischi di essere distrutta. Poco dopo lo stesso Sapore rivolse la propria attenzione al regno d'Armenia, riuscendo a catturare il suo re, Arsace II, fedele alleato dei Romani, costringendolo poi al suicidio. Nel 384 il regno d'Armenia venne alla fine separato in due regioni, quella occidentale sotto l'Impero romano d'Oriente, e quella orientale, affidata ai Sasanidi. La regione occidentale divenne una provincia dell'Impero Romano con il nome di Armenia Minor, mentre la parte orientale rimase un regno all'interno della Persia fino al 428 quando i Sasanidi deposero il sovrano legittimo instaurando una loro dinastia. I confini lungo l'Eufrate rimasero pressoché invariati fino all'invasione araba, a partire dal VII secolo.

#### Limesad est dell'Eufrate: Mesopotamia ed Osroene
Le terre al di là dell'Eufrate furono conquistate per la prima volta da Traiano nel 115 durante le campagne contro i Parti. I territori di Mesopotamia ed Osroene furono, però, abbandonati pochi anni più tardi dal suo successore, Adriano, nel 117. La Mesopotamia settentrionale tornò di nuovo sotto il controllo romano in seguito alle campagne partiche di Lucio Vero del 163-166, almeno fino al regno di Commodo. Perduta attorno al 192, fu riconquistata da Settimio Severo nel 197 e posta sotto l'autorità del neocostituito praefectus Mesopotamiae.
Tra il 224 e il 226/227 avvenne un episodio importante, che cambiò le sorti dei rapporti tra Impero romano e Impero persiano: in Oriente l'ultimo imperatore dei Parti, Artabano IV, fu rovesciato dopo essere stato sconfitto in "tre battaglie" e il rivoltoso, Ardashir I, fondò la dinastia sasanide, destinata a essere avversaria orientale dei Romani fino al VII secolo.
Ad un iniziale sfondamento del fronte mesopotamico romano a più riprese, da parte delle armate, prima di Ardashir I (dal 229 al 241) e poi del figlio Sapore I (dal 241 al 260), si susseguirono controffensive romane guidate dai suoi imperatori, come accadde nel caso di Alessandro Severo, Gordiano III e Valeriano. Quest'ultimo però fu sconfitto in battaglia nel 260 e fatto prigioniero dal "Re dei Re", permettendo che ancora una volta i territori romani di Mesopotamia, Siria e Cappadocia fossero razziati dalle armate sasanidi invasori, con conseguente demolizione del limes orientale in numerose sue postazioni (da forti e fortini a fortezze legionarie).
Con la morte di Valeriano, l'Impero romano, sebbene fosse sotto la costante pressione delle armate germano-sarmatiche del fronte settentrionale, fu costretto a reagire alla terribile disfatta subita nel 260, che aveva portato alla successiva occupazione di Antiochia, terza città romana per numero di abitanti (dopo Roma ed Alessandria d'Egitto). Da questo momento in poi, per i quarant'anni successivi, le armate romane si spinsero, in almeno tre circostanze, "in profondità" nei territori sasanidi, conquistando altrettante volte la loro capitale Ctesifonte: prima con il "rector totius Orientis", Odenato, poi con gli imperatori Caro e Numeriano, ed infine con Galerio, sotto la supervisione dell'Augusto, Diocleziano (fautore del progetto tetrarchico).
Al termine di queste ultime campagne militari, la Mesopotamia ritornò sotto il controllo romano, l'Armenia fu riconosciuta protettorato romano, mentre a Nisibi furono accentrate le vie carovaniere dei commerci con l'estremo Oriente (Cina e India). Con il controllo di alcuni territori ad est del fiume Tigri, fu raggiunta la massima espansione dell'impero verso est (298). Fu, quindi, potenziato l'intero sistema di frontiere orientali, a partire dalla costruzione della Strata Diocletiana in Siria, e di nuove postazioni fortificate in tutta la Mesopotamia-Osroene.

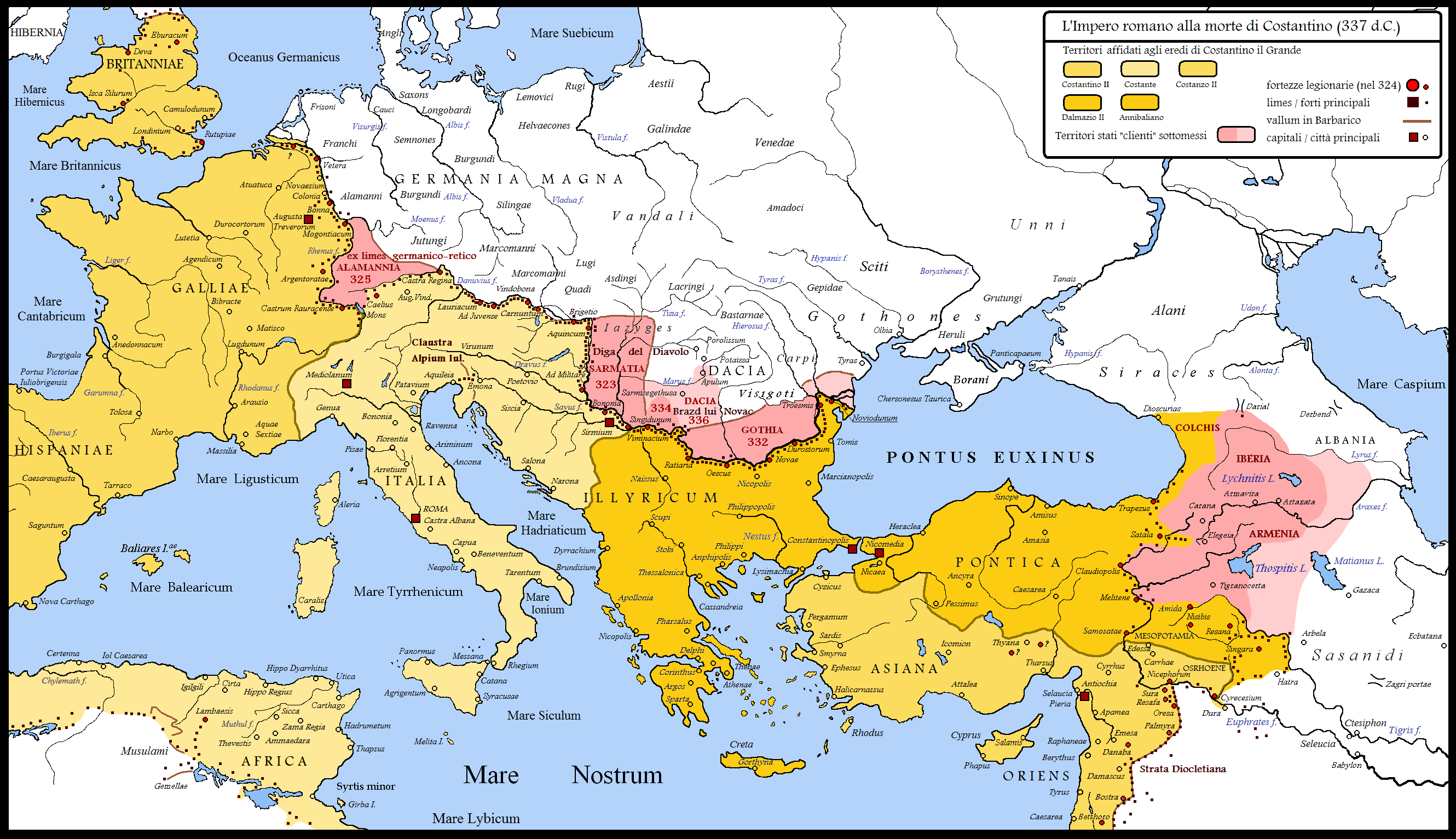
Le frontiere orientali al tempo di Costantino, con i territori acquisiti nel corso del trentennio di campagne militari (dal 306 al 337).

Il trattato di pace tra Diocleziano ed il re sasanide Narsete durò quasi 40 anni. La sconfitta dei Sasanidi ad opera di Diocleziano e Galerio (pace del 298), aveva garantito all'Impero romano oltre un trentennio di relativa pace (fino al 334) e la Mesopotamia settentrionale tornava sotto il controllo romano. La frontiera fu, infatti, spostata fino al Khabur ed al Tigri settentrionale, passando per il Jebel Sinjar.
Gli anni successivi alla morte di Costantino I (337), furono estremamente difficili per i due Imperi, coinvolti in una guerra di costante logoramento tra di loro, senza vinti, né vincitori: da una parte Costanzo II (che trascorse la maggior parte del suo tempo, tra il 337 ed il 350, ad Antiochia, trasformato per l'occasione in "quartier generale" delle armate orientali), dall'altra, Sapore II (nel tentativo assai improbabile di cacciare i Romani da tutti i territori asiatici ad occidente dell'Eufrate). I confini alla fine rimasero sostanzialmente stabili, con avanzate e ritirate, ora dell'uno ora dell'altro, almeno fino alla campagna sasanide di Giuliano del 363, quando le armate romane furono costrette a cedere buona parte dei territori ad est dell'Eufrate, rinunciando così a quasi due secoli e mezzo di conquiste.

#### Limes Arabicuse lastrata Diocletiana
Nel 67 a.C., Gneo Pompeo Magno fu nominato comandante di una flotta speciale per condurre una campagna contro i pirati che infestavano il Mar Mediterraneo, con un ampio potere che gli assicurava il controllo assoluto sul mare ed anche sulle coste per 50 miglia all'interno, ponendolo al di sopra di ogni capo militare in oriente. In soli tre brevi mesi (67 a.C.), le forze di Pompeo ripulirono letteralmente il Mediterraneo dai pirati, strappando loro l'isola di Creta e le coste della Licia, della Panfilia e della Cilicia, e dimostrando una straordinaria precisione, disciplina ed abilità organizzativa.
Fu allora incaricato di portare a termine la guerra contro Mitridate VI re del Ponto. Questo comando affidava essenzialmente a Pompeo la conquista e la riorganizzazione dell'intero Mediterraneo orientale. Egli condusse le campagne dal 65 a.C., riuscendo a distruggere le armate di Mitridate e Tigrane il Grande, re d'Armenia, con i quali concluse poi una pace favorevole ai Romani. Occupò, quindi, la Siria, allora sotto il dominio di Antioco XIII (ultimo della dinastia dei Seleucidi), per poi muovere verso Gerusalemme, che occupò in breve tempo. Pompeo impose una riorganizzazione generale dell'Oriente, istituendo nuove province e protettorati romani, tenendo conto sia dei fattori geografici sia di quelli politici, legati alla creazione di una nuova frontiera orientale, che vedeva in Tigrane un nuovo fondamentale punto di appoggio per vedere l'area di influenza romana estendersi ad est, fino al Mar Nero ed al Caucaso.
La presenza di Augusto in Oriente subito dopo la battaglia di Azio, nel 30-29 a.C. poi dal 22 al 19 a.C., oltre a quella di Agrippa fra il 23-21 a.C. e ancora tra il 16-13 a.C., dimostrava l'importanza di questo settore strategico. Fu necessario raggiungere un modus vivendi con la Partia, l'unica potenza in grado di creare problemi a Roma lungo i confini orientali. Di fatto entrambi gli imperi avevano più da perdere da una sconfitta, di quanto potessero realisticamente sperare di guadagnare da una vittoria. E così la Partia accettò di fatto che ad ovest dell'Eufrate Roma organizzasse gli stati a suo piacimento: Augusto inglobò così alcuni stati vassalli, trasformandoli in province romane (come la Giudea di Erode Archelao nel 6, dopo che vi erano stati dei primi disordini nel 4 a.C. alla morte di Erode il Grande) e rafforzò vecchie alleanze con re locali, divenuti ora "re clienti di Roma" (come accadde per i sovrani di Emesa, Iturea, Commagene, Cilicia e Nabatea).
Al termine della prima guerra giudaica degli anni 66-74, portata a termine dal figlio del nuovo Imperatore Vespasiano, Tito, fu lasciata per la prima volta nell'area giudea una legione, la X Fretensis a Gerusalemme.

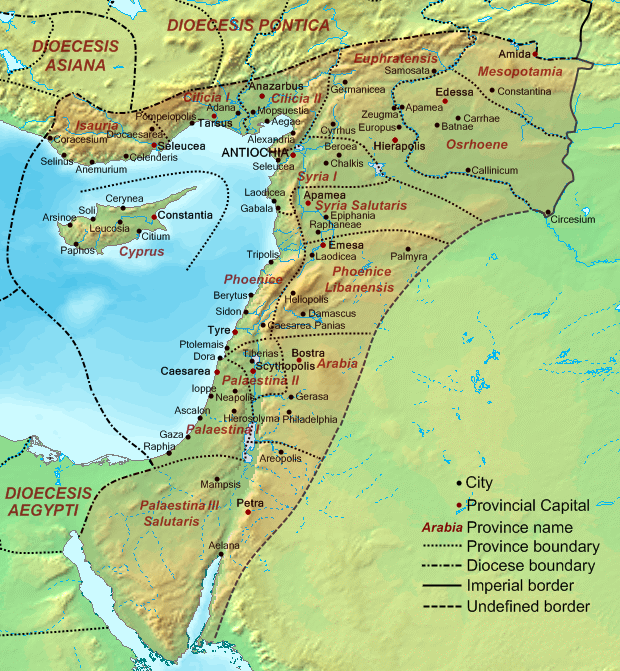
La diocesi d'Oriente all'inizio del V secolo.

Traiano, mentre era ancora in procinto di conquistare la Dacia, dispose l'annessione dell'Arabia Nabatea (nel 105-106), disponendo negli anni successivi la costruzione di un'importante via militare limitanea: la Via Traiana Nova (tra il 111 ed il 114), che collegava Aelana sul Mar Rosso con la fortezza legionaria di Bostra, distante 267 miglia romane. Il suo proseguimento naturale fu dalla fine del III secolo, la Strata Diocletiana, che congiungeva Bostra con il fiume Eufrate.
Vent'anni di guerre giudaiche (dal 115 al 135) portarono inevitabilmente ad insediare in tutta l'area giudea forti contingenti militari, per scongiurarne nuove ed eventuali. La seconda aveva costretto lo stesso Traiano, nel pieno della sua campagna militare contro i Parti a rivedere i piani di annessione delle nuove province d'oltre Eufrate, quali l'Armenia, l'Assiria e la Mesopotamia da parte del suo successore, Adriano. La terza, a riorganizzare l'intera area.
A partire dal 230 e per i trent'anni successivi, le armate sasanidi avanzarono nella Mesopotamia romana ponendo sotto assedio non solo le numerose guarnigioni romane lungo l'Eufrate, ma anche di conquistare la Mesopotamia romana ed invadendo la provincia romana di Siria, e la sua capitale Antiochia.
Al termine delle campagne sasanidi di Galerio del 293-298, fu costruita una nuova linea di fortificazioni: la strata Diocletiana. Si trattava di una via militaris, lungo il cosiddetto tratto di limes arabicus, e quindi comprendente forti, fortini e torri di avvistamento, e che rimase in uso fino al VI secolo.
La strada era munita di una lunga serie di fortificazioni, costruite tutte allo stesso modo: si trattava di castra rettangolari con mura molto spesse e con torri sporgenti verso l'esterno. Erano situate normalmente ad un giorno di marcia (ca. 20 miglia romane) le une dalle altre. Il percorso cominciava presso l'Eufrate a Sura, lungo il confine prospiciente il nemico sasanide, e continuava verso sud-ovest, passando prima per Palmira e poi per Damasco e congiungendosi, quindi, con la Via Traiana Nova. Vi era poi una diramazione che si spingeva ad est dell'Hauran, per Imtan, fino all'oasi di Qasr Azraq. Si trattava in sostanza di un sistema continuo di fortificazioni che dall'Eufrate collegava il Mar Rosso presso Aila.

### Frontiera meridionale
Delle tre frontiere terrestri dell'Impero romano, la meridionale era la più lunga. Da Rabat in Marocco a Suez sul Mar Rosso in Egitto misurava in linea d'aria 4.000 km. Ma la frontiera romana passava ad un migliaio di km a sud de Il Cairo, ed il suo percorso da qui fino all'Oceano Atlantico non era per nulla rettilineo.
(Strabone, Geografia, II, 5, 33.)

#### Limesoccidentale africano
Il primo limes africano ad essere costituito fu quando nel 146 a.C., al termine della terza guerra punica con la distruzione di Cartagine, Scipione Emiliano costruì la cosiddetta fossa Regia a protezione dei confini meridionali della provincia d'Africa appena costituita.
Alla morte di Micipsa, figlio di Massinissa, una disputa per la successione oppose i suoi figli Aderbale e Iempsale al nipote e figlio adottivo Giugurta. Questa disputa sfociò nelle guerre giugurtine in cui Roma intervenne schierandosi contro Giugurta, riuscendo a catturare quest'ultimo nel 105 a.C. Solo le zone orientali e meridionali della Numidia vennero annesse alla provincia.
Nel corso della guerra civile tra Cesare e Pompeo, il dittatore romano sbarcò nel 47 a.C. e l'anno seguente (nel 46 a.C.), Numidi e pompeiani furono presi tra due fuochi e vennero sconfitti nella battaglia di Tapso. Il re Giuba si suicidò, così come Catone Uticense, capo del partito pompeiano. Cesare poté così riorganizzare i territori africani: il regno della Numidia occidentale fu annesso per metà al regno di Mauretania e per l'altra metà assegnato ad un certo Sittio; il regno di Numidia orientale divenne invece una nuova provincia romana: l'Africa Nova.
Numerosi popoli furono combattuti ed inglobati all'interno dell'Impero romano all'epoca di Ottaviano Augusto, in un periodo compreso tra il 35 a.C. ed il 6 d.C., come è bene evidenziato nei Fasti triumphales del periodo. Sotto il suo successore, Tiberio, tra il 17 e il 24, un certo Tacfarinas, che aveva militato per alcuni anni nelle truppe ausiliarie romane, riuscì a riunire intorno a sé una confederazione tribale, i Musulami, alla quale si unirono anche i Getuli stanziati a sud della Proconsolare e a ribellarsi al potere imperiale di Roma. I Romani ebbero la meglio sugli insorti solo dopo lunghi anni di guerra (nel 24).

Il limes africano con le postazioni militari principali (in rosso) delle province occidentali dell'Africa proconsolare e delle Mauritanie.

L'imperatore Caligola, in seguito alla morte, del figlio di Giuba II, Tolomeo, nel 40 la Mauretania passò sotto il controllo diretto di Roma. Dopo aver domato una rivolta delle locali tribù berbere Claudio nel 42 istituì le due nuove province della Mauretania Caesariensis (con capitale Iol-Caesarea, oggi Cherchell) e della Mauretania Tingitana (con capitale prima, probabilmente Volubilis e quindi Tingis, oggi Tangeri). La difesa delle due nuove province fu assicurata dagli auxilia, nell'ordine di diverse migliaia. Quando le tribù dell'interno creavano situazioni militari difficoltose per le forze romane in campo, giungevano dalla vicina Numidia distaccamenti della legio III Augusta, detti vexillationes.
A partire da Traiano i confini dell'Africa proconsolare si spinsero verso sud ed occidente occupando sempre più quei territori che erano appartenuti ai re di Numidia, fino alle alture dei monti dell'Aurès. Furono così costituite due linee fortificate, una a nord ed una a sud delle montagne dell'Aurès, presidiate da numerosi forti e fortini (oltre alla fortezza legionaria di Lambaesis) integrata da un fossatum lungo l'intero fronte, con avamposti nel deserto stesso.
L'ultima avanzata di questo tratto di limes occidentale avvenne sia in Numidia (in direzione sud ed ovest, in combinazione con un'avanzata di quello della vicina Mauretania Caesariensis verso meridione) sia in Tripolitania. In entrambi i casi fu operato dall'imperatore africano, originario di Leptis Magna, Settimio Severo. Anche i suoi successori, durante il difficile periodo dell'anarchia militare e poi Diocleziano, aggiunsero ulteriori postazioni fortificate al sistema difensivo di questo tratto di limes africano, raggiungendo così nel III secolo la massima espansione romana verso sud.

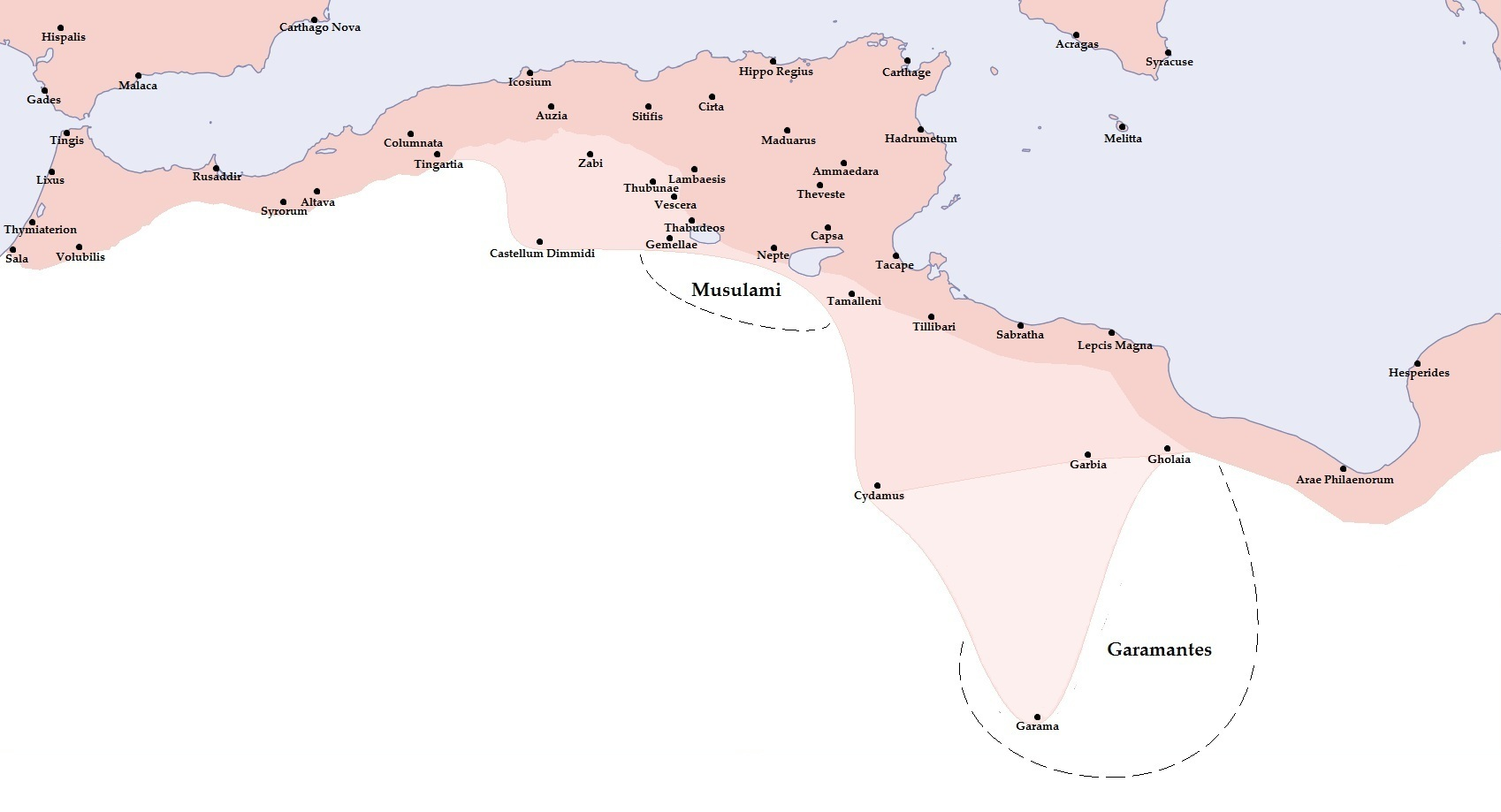
La frontiera africana (marrone scuro) nel tardo I secolo d.C. Settimio Severo ampliò il limes Tripolitanus drasticamente (colore marroncino). Vi fu anche, per un breve periodo, la presenza militare romana nella capitale dei Garamanti Garama nel 203 (marrone chiaro).

Per quanto riguarda il limes Tripolitanus, fu l'ultimo tratto di limes africanus ad essere organizzato grazie ancora a Settimio Severo, colui che riuscì a portare l'Impero romano alla sua massima espansione in Africa settentrionale ed a rivolgere particolare attenzione al limes di questo settore.
Identica sorte toccò al tratto di limes della Mauretania, sempre sotto Settimio Severo, sotto il quale fu compiuta un'ulteriore avanzata verso sud nella Caesariensis con la costruzione di una nuova strada militare munita di forti, fortini e torri di avvistamento. Andava così creandosi una zona compresa tra le due strade (quella di Traiano ed Adriano; e quest'ultima di Settimio Severo), chiamata Nova Praetentura, in cui si realizzava una forma di difesa "in profondità", i cui territori costituivano una zona d'attesa per le popolazioni nomadi o semi-nomadi che si trovavano a sud di questa fascia. Si trattava di un sistema di difesa molto similare, nella sua funzionalità, a quello della Dacia Malvensis del limes Alutanus e Transalutanus.
Nel corso del III secolo l'intero fronte meridionale fu posto sotto la costante pressione delle popolazioni semi-nomadi africane, soprattutto a partire dalla sua metà. Il settore occidentale, sebbene protetto a sud dalla barriera naturale del deserto del Sahara, fu costretto a difendersi dalla crescente pressione delle genti berbere, per lo più indebolito dalle continue usurpazioni del periodo dell'anarchia militare.
Con l'avvento di Diocleziano al potere, l'impero subì una radicale trasformazione interna, soprattutto a livello militare. Diviso in quattro parti (tra due Augusti e due Cesari), fu a sua volta diviso in 12 diocesi, affidate ciascuna ad un pretore vicario o semplicemente vicario (vicarius), sottoposto ad uno dei quattro prefetti del pretorio. Il vicario controllava a sua volta tutti i governatori delle province (variamente denominati: proconsules, consulares, correctores, praesides). Le truppe stanziate nelle singole diocesi erano, infine, poste sotto il comando di un comes rei militaris, che dipendeva direttamente dal magister militum e aveva alle sue dipendenze i duces ai quali era affidato il comando militare nelle singole province. Con la fine del 297 l'augusto Massimiano, partito per la Mauretania, riuscì a debellare una tribù della zona, i Quinquegentiani, che erano penetrati anche in Numidia. L'anno successivo (298) rinforzò le difese della frontiera africana dalle Mauritanie alla provincia d'Africa.
A questa prima riorganizzazione furono apportate nuove modifiche con Costantino I ed i suoi successori fino a Teodosio I, quando avvenne la definitiva divisione dell'Impero romano in pars Occidentalis e pars Orientalis (nel 395) e come ci conferma la Notitia Dignitatum (del 400 circa). Questa struttura amministrativo-militare rimase pressoché invariata fino all'invasione delle truppe vandale del 429, quando le orde barbariche si riversarono in Mauritania e conquistarono per prima Caesarea (l'attuale Cherchel). Da qui occuparono la Tunisia e l'Africa proconsolare fino alla Tripolitania. Il dominio di questa stirpe germanica durò per tutto il V secolo fino a quando il generale bizantino, Belisario, nel 533 riconquistò il Nord Africa ai Vandali.

#### Limesorientale africano

Mappa dell'antica frontiera egiziana.

La difesa della regione orientale africana, interessò principalmente la valle del fiume Nilo (esigua striscia di terra fertile, rispetto all'area circostante desertica, importante per l'approvvigionamento di grano per la città di Roma), le coste mediterranee che dall'Egitto conducevano a quelle della Cirenaica, alcuni punti d'approdo sul Mar Rosso (come ad es. Berenice), per il commercio con l'estremo Oriente (da cui si importavano spezie e prodotti di lusso) o l'Etiopia (con le sue bestie feroci per i giochi circensi a Roma e nelle province) ed infine l'area montuosa del deserto orientale, ricco di miniere d'oro, smeraldi, granito pregiato e porfido.
Nel 96 a.C. Tolomeo Apione appartenente alla dinastia tolemaica, fu l'ultimo sovrano ellenico della Cirenaica. Alla propria morte decise di lasciare il suo regno in eredità a Roma. I nuovi territori furono però organizzati in provincia solo nel 74 a.C. con l'arrivo del primo legato di rango pretorio (legatus pro praetore), affiancato da un questore (quaestor pro praetore). Si componeva di cinque città, tutte di origine greca, costituenti la cosiddetta Pentapoli cirenaica.
Dopo la battaglia di Filippi fu assegnata a Marco Antonio, il quale la assegnò nel 36 a.C. a Cleopatra Selene, la figlia avuta da Cleopatra e tale situazione si protrasse fino alla battaglia di Azio. Una volta ottenuto il successo determinante, Ottaviano, rimase il padrone incontrastato di Roma. Egli istituì la provincia d'Egitto nel 30 a.C. L'Egitto divenne così parte dell'Impero romano, in qualità di provincia imperiale. Pochi anni più tardi (nel 27 a.C.), nell'ambito della riforma dell'amministrazione provinciale, Ottaviano (ora Augusto) riunì Creta e Cirene, in un'unica provincia senatoria, governata da un proconsole di rango pretorio, con capitale Gortina, nell'isola di Creta.
A questi eventi seguirono numerose campagne militari di pacificazione del fronte africano orientale, attraverso le quali furono combattute ed inglobate numerose popolazioni all'interno dell'Impero romano, in un periodo compreso tra il 29 a.C. e l'1 d.C., come è ricordato anche nei Fasti triumphales del periodo.
I maggiori problemi incontrati nell'area, riguardarono i conflitti religiosi sorti tra Greci ed Ebrei, in particolar modo ad Alessandria, che in seguito alla distruzione di Gerusalemme nel 70 divenne il centro mondiale della religione e della cultura ebraica. Sotto Traiano vi fu una seconda rivolta ebraica, sfociata nella repressione degli Ebrei di Alessandria.
Al tempo dell'imperatore Domiziano (attorno all'85-86), il popolo tributario dei Nasamoni (che si trovava a sud della costa africana tra la Cirenaica e Leptis Magna) si ribellò, ma poco dopo fu letteralmente annientato, tanto che Domiziano, esaltato da ciò, poté dire davanti al Senato: "Ho impedito ai Nasamoni di esistere".
Vi fu poi una riduzione graduale delle legioni nell'area (da tre ad una sola), che però non deve trarre in inganno: alla diminuzione di forze legionarie corrispose un aumento di forze ausiliarie. Se infatti reali pericoli esterni non ve ne furono, la situazione interna vide al contrario il progressivo aumento di tensioni sociali, dal brigantaggio nella chora, sino ad aperte ribellioni, come nel caso della rivolta giudaica del 115-117 o della sommossa dei Bukoloi del 172, durante il principato di Marco Aurelio, a causa dell'eccessiva tassazione.
Sotto Diocleziano, nel 290 vengono menzionati per la prima volta i Saraceni, tribù araba, stanziata nella penisola del Sinai che aveva tentato di invadere la Siria. Con la fine del 297 l'augusto Massimiano, partito per la Mauretania, riuscì a debellare una tribù della zona, i Quinquegentiani, che erano penetrati anche in Numidia. L'anno successivo (298) rinforzò le difese della frontiera africana dalle Mauritanie alla provincia d'Africa. Nel 298 furono abbandonati i territori del Dodecascheno ed affidati ai Nobati, come federati contro i Blemmi.
Con l'avvento di Diocleziano al potere, anche il fronte orientale africano subì una radicale riorganizzazione. Questo fronte rimase unita e posta sotto il vicarius della Diocesi d'Oriente, che a sua volta dipendeva dall'Augusto d'Oriente e comprendeva cinque province: l'Aegyptus Herculia, l'Aegyptus Iovi, la Tebaide, la Libia superiore e la Libia inferiore.
A questa prima riorganizzazione furono apportate alcune modifiche da Costantino I e dai suoi successori fino a Teodosio I, quando avvenne la definitiva divisione dell'Impero romano in pars Occidentalis e pars Orientalis (nel 395) e come ci conferma la Notitia Dignitatum (del 400 circa). L'area rimase annessa all'impero bizantino fino alla conquista araba del VII secolo.

### Limes Congress
- 1th International Congress of Roman Frontier Studies, a cura di E.Birley, Durham 1952;
- 2nd International Congress of Roman Frontier Studies, a cura di E.Swoboda, Graz-Colonia 1956;
- 3rd International Congress of Roman Frontier Studies, a cura di R.Laur-Belart, Basilea 1959;
- 4th International Congress of Roman Frontier Studies, Durham 1959;
- 5th International Congress of Roman Frontier Studies, a cura di Grga Novak, Zagabria 1964;
- 6th International Congress of Roman Frontier Studies, a cura di H.Schönberger, Colonia-Graz 1967;
- 7th International Congress of Roman Frontier Studies, a cura di S.Appelbaum, Tel Aviv 1971;
- 8th International Congress of Roman Frontier Studies, a cura di E.Birley, B.Dobson e M.Jarrett, Cardiff 1974;
- 9th International Congress of Roman Frontier Studies, a cura di D.M.Pippidi, Bucarest 1974;
- 10th International Congress of Roman Frontier Studies, a cura di D.Haupt e H.G.Horn, Colonia 1974;
- 11th International Congress of Roman Frontier Studies, a cura di J.Fitz, Budapest 1977;
- 12th International Congress of Roman Frontier Studies, a cura di W.S.Hanson e L.J.F.Keppie, Oxford 1980;
- 13th International Congress of Roman Frontier Studies, a cura di C.Unz, Stoccarda 1986;
- 14th International Congress of Roman Frontier Studies, a cura di H.Vetters e M.Kandler, Vienna 1990;
- 15th International Congress of Roman Frontier Studies, a cura di V.A.Maxfield e M.J.Dobson, Exeter 1991;
- 16th International Congress of Roman Frontier Studies, a cura di W.Groenman-van Waateringe, B.L.van Beek, W.J.H.Willems e S.L.Wynia, Exeter 1997;
- 17th International Congress of Roman Frontier Studies, a cura di N.Gudea, Zălau 1999;
- 18th International Congress of Roman Frontier Studies, a cura di P.Freeman, J.Bennett, Z.T.Fiema e B.Hoffmann, Oxford 2002;
- 19th International Congress of Roman Frontier Studies, a cura di Z.Visy, Pécs 2003;
- 20th International Congress of Roman Frontier Studies, a cura di Ángel Morillo Cerdán, León 2006;